# Caudron C.714
El C.710 va pertànyer a una sèrie de caces lleugers desenvolupats per la firma Société Anonyme des Avions Caudron per a l'exèrcit de l'aire francès, davant l'imminent inici de la Segona Guerra Mundial. La versió de sèrie C.714, va ser assignada als pilots polonesos que van volar a França després de la caiguda de Polònia el 1939. Finlàndia en va utilitzar un reduït nombre .

## Disseny i desenvolupament

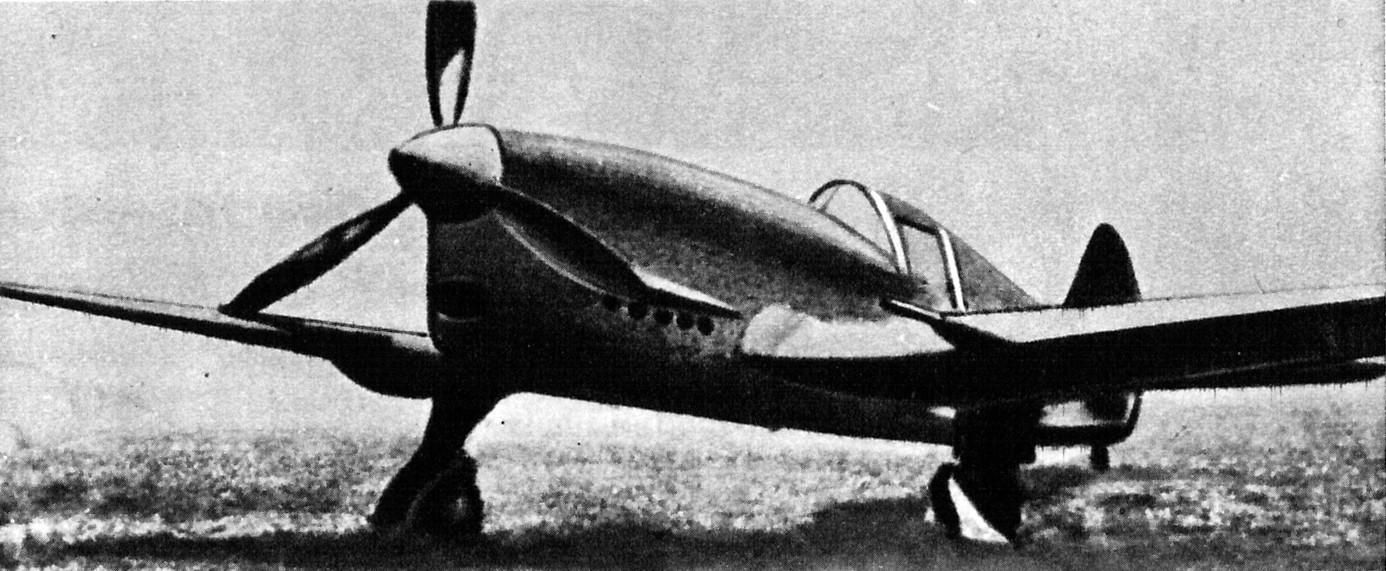
Caudron C.713

L'especificació original del 1936 que va donar lloc a la sèrie C.710 era del Service Technique de l'Aéronautique que destijava un caça lleuger per tal d'elevar ràpidament el nombre d'avions moderns en servei a l'exèrcit francès. Aquest model havia de ser construït en fusta i s'havia de poder construir ràpidament i en grans quantitats sense pertorbar la producció dels altres avions. El contracte final va considerar tres dissenys, els Arsenal VG-30, Bloch MB.700 i el C.710, i l'exercit va comandar tres prototips.
El model original del C.710 era un disseny angular desenvolupat des d'una sèrie d'aerodinàmics avions de carreres dissenyats a partir de 1932 per l'enginyer dissenyador Marcel Riffard i que van aconseguir consecutivament la victòria a les edicions de la Coupe Deutsch de la Meurthe de 1934, 1935 i 1936.
Una característica comuna de la línia Caudron va ser un morro extremadament llarg amb la cabina molt enrere del fuselatge. El perfil va ser el resultat de la utilització del motor 12Ro1 de 12 cilindres en línia de Renault de 336 kW (450 cv), que tenia un petit tall transversal i era molt llarg. El tren d'aterratge era fix i l'estabilitzador vertical era similar aparentment del tipus utilitzat durant la I Guerra Mundial en semicercle en lloc d'un disseny triangular o trapezoïdal més comú. L'armament consistia en un canó Hispano-Suiza HS.9 de 20 mm allotjat sota cada ala en un contenidor.
El prototip Caudron C.710 va volar per primera vegada el 18 de juliol de 1936. Per bé que era molt petit, va mostrar de seguida un gran potencial de desenvolupament. Era capaç d'atènyer una velocitat de 470 km/h durant les proves de vol, superior a la majoria dels caces contemporanis.
El desenvolupament va continuar amb els model C.711 i C.712 que duien motors més potents. Posteriorment va aparèixer el C.713 Cyclone que va volar el 15 de desembre de 1937. Era similar al C.710 quant a línies generals de disseny i planta motriu, però introduïa un tren d'aterratge retràctil amb roda de cua i una deriva modificada.
L'evolució final de la sèrie C.710 va ser el prototip C.714.01 una variació sobre el C.713 que va volar per primera vegada l'abril de 1938. Els canvis principals van ser un ala de perfil millorat i un fuselatge reforçat. La Armée de l'Air va ordenar, el 5 de novembre de 1938, 20 unitats de C.714, amb opcions per uns altres 180. En aquesta comanda es sol·licitava en lloc de dos canons, que l'avió incorporés quatre metralladores de 7,5 mm MAC 1934 en contenidors de dos sota cada ala. Estava impulsat per la versió més recent del motor 12R-03, que va introduir un nou carburador que podia operar en g negativa. La producció es va iniciar en una fàbrica de Renault als suburbis de París l'estiu de 1939. El C.714 tenia una configuració de monoplà d'ala baixa en voladís i estava construït completament en fusta, excepte les superfícies de comandament, que eren d'aliatge lleuger recobert en tela.

## Història operacional
Els lliuraments van començar al gener de 1940. Després d'una sèrie de proves amb els primers exemplars de producció en sèrie, va palesar que el disseny era seriosament defectuós. Encara que lleuger i ràpid, la carrosseria de fusta no permetia instal·lar-hi un motor més potent. El motor original limitava seriosament la velocitat d'ascens i maniobrabilitat amb el resultat que el Caudron va ser retirat del servei actiu el febrer de 1940. S'estima que el maig de 1940 es va lliurar 46 unitats del C.714 a les Forces Aèries franceses, i la producció es va cancel·lar quan se'n havien construït al voltant de 90.

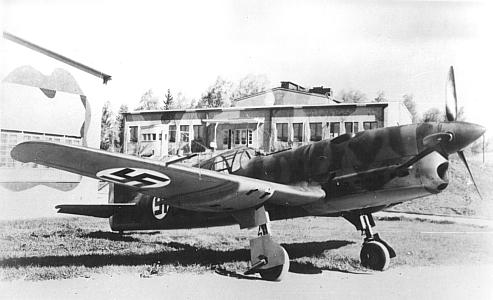
Caudron C.714 amb marques finlandeses

Cinquanta d'aquests avions van ser desviats a Finlàndia per lluitar a la Guerra d'Hivern, normalment volats per pilots francesos. No obstant això, els esdeveniments bèl·lics a França van donar lloc a que només sis avions es lliuressin el març de 1940, i un enviament addicional de deu es va quedar al port quan es van detenir els lliuraments. Els sis avions que van arribar van ser assemblats i provats tenint en compte els registres CA-551 a CA-556. L'avió va resultar ser massa poc fiable i perillós d'utilitzar en les condicions climàtiques finlandeses i no es van utilitzar en combat. Dos de les aeronaus van ser danyades durant un vol de transport a Pori. A més, els pilots finlandesos van trobar que era difícil enlairar-se i aterrar l'aeronau des de les bases avançades del front. Els C.714 finlandesos van ser emmagatzemats el 10 de setembre de 1940 i posats fora de servei el 1941.
El 18 de maig de 1940, 35 Caudron van ser lliurats a un esquadró polonès, conegut com el Groupe de Chasse Varsovie (GC I/145, estacionats a l'aeròdrom de Mions, que va entrar en acció contra els alemanys entre el 2 i el 13 de juny de 1940. Després de només 23 incursions, l'opinió adversa sobre aquest caça va ser confirmada pels pilots de la línia del front que es van preocupar per la falta de potència per enfrontar-se els caces alemanys. El 25 de maig, només una setmana després que la introducció, el Ministre de Guerra francès Guy La Chambre va ordenar que tots els C.714 fossin retirats del servei actiu. No obstant això, car les autoritats franceses no tenien cap altre avió per a oferir, els pilots polonesos van ignorar l'ordre i van continuar volant els Caudron. Malgrat volar un avió de combat irremeiablement antiquat en comparació del Messerschmitt Bf 109, els pilots polonesos es van anotar 12 victòries confirmades i tres no confirmades en tres batalles entre el 8 i l'11 de juny, perdent nou a l'aire i nou més al terreny. Curiosament, entre els avions derrocats hi havia quatre bombarders Dornier Do 17, però també tres Messerschmitt Bf 109 i cinc caces bimotores Messerschmitt Bf 110. El C.714 també va ser utilitzat per un esquadró polonès d'entrenament basat a Bron prop de Lió. Encara que els pilots van aconseguir dispersar diversos bombardejos, i no van aconseguir cap abatut, no obstant això, no van perdre cap dels aparells.
Després del col·lapse francès, les Forces Aèries de la França de Vichy van utilitzar uns pocs aparells; aproximadament 20 que van ser confiscats més tard pels alemanys a partir de novembre de 1942 i utilitzats per la Luftwaffe.

## Variants
- C.720: versió d'entrenament del C.714, propulsada per un motor Renault Bengali 6Q de 220 cv, o un Renault 4Pei de 100 cv
- C.760: prototip amb un motor Isotta-Fraschini Delta RC 40 de 750 cv
- C.770: prototip amb el motor Renault 626 de 16 cilindres i 800 c.v. de potència.[1]

## Especificacions

Dades de The Complete Book of Fighters
Característiques generals
- Tripulació: 1
- Longitud: 8,63 m
- Envergadura: 8,97 m
- Alçada: 2,87 m
- Superfície de l'ala 12,5 m²
- Pes buit: 1.395 kg
- Pes màxim d'enlairament: 1.750 Kg
- Motors: 1×  12 cilindres en V invertit Renault 12R-03 , 373 kW

 Rendiment 
- Velocitat màxima: 460 km/h
- Velocitat de creuer: 320 km/h
- Abast: 900 km
- Sostre de servei: 9.100 m

Armament

- 4 metralladores de calibre 7,5 mm MAC 1934